# Examinando las Escrituras diariamente
Examinando las escrituras diariamente (en la actualidad conocido como Examinemos las escrituras todos los días) es un libro impreso de publicación anual editado por los Testigos de Jehová  y publicado por la Watchtower Bible and Tract Society of Pennsylvania. La publicación es utilizada habitualmente como ayuda para el ejercicio diario de la lectura de la Biblia por parte de estudiantes y miembros en ejercicio. Las citas de este libro en su mayoría están tomadas de la Biblia y asimismo, de fragmentos de ediciones de estudio de La Atalaya y del libro Perspicacia para comprender las escrituras. 
Desde la introducción de la plataforma JW Library, la publicación viene por defecto en los contenidos disponibles.
La publicación es difundida en más de cien idiomas a través de las plataformas presenciales y digitales de los Testigos de Jehová.

## Contenido
El libro contiene 365 capítulos (366 en total en ediciones publicadas en años bisiestos), cada uno correspondiente a un día del año. Las lecturas seleccionadas en cada edición abarcan materias que suelen ser profundizadas en las ediciones de estudio de La Atalaya correspondientes al año litúrgico en curso. [cita requerida]Habitualmente, y en el contexto de la conmemoración del 14 de Nisán, las lecturas están enfocadas en el desarrollo de eventos previos a la muerte de Jesucristo. Otras materias abordadas en la publicación abordan temas de carácter cotidiano, así como también la escatología sobre la conclusión del sistema.[cita requerida]